# Goodyera stelidifera
Goodyera stelidifera är en orkidéart som beskrevs av Paul Ormerod. Goodyera stelidifera ingår i släktet knärötter, och familjen orkidéer.
Artens utbredningsområde är Sri Lanka. Inga underarter finns listade i Catalogue of Life.